# Staffordshire Regiment
The Staffordshire Regiment (Prince of Wales'), ofta bara förkortat "Staffords", var ett infanteriregemente tillhörande den brittiska armén som en del av Prince of Wales' Division. 
Regementet omfattade en bataljon och grundades 1959 som en sammanslagning av The South Staffordshire Regiment och The North Staffordshire Regiment (Prince of Wales's). Regementets historia går tillbaka till 1705 när ett regemente känt som 38th Foot grundades vid Lichfield av överste Luke Lillingstone. 
Staffordshire Regiment upplöstes 2007.